# ペーター・フォックス
ペーター・フォックス (Peter Fox、本名：ピエール・バイゴリー（Pierre Baigorry）、1971年9月3日 - ）はドイツ・ベルリン出身の レゲエ/ヒップホップミュージシャンである。また彼は同国のレゲエ/ダンスホールレゲエバンド、Seeedのメンバーの一人としても知られている人物である。別名義としてEnuff(イナフ)名義でも活動している。

## 来歴
バスク地方出身のフランス人家庭の息子としてベルリンに生まれる（彼の姓バイゴリーは、フランスの同地域にある地名サン＝テティエンヌ・ド・バイゴリーに因む）。幼少時からフルートやトロンボーン、ピアノ等の様々な楽器を習い、10代の頃には青少年オーケストラでホルンを担当する等、クラシック音楽に囲まれて育ったという。
その後ベルリンの高等学校であるen:Französisches Gymnasium Berlinを卒業後、ピアノメーカーで見習いとして勤務しながら当時ベルリンの若手音楽家達が集っていたインターネットサイトを通じ、後にSeeedを結成することになるメンバーたちと出会う。1998年にDJやホーン担当も交えた総勢11名の大所帯バンド、Seeedを結成。2000年にワーナーミュージック・グループと契約しメジャーデビューを果たす。バンドはドイツやオーストリアのドイツ語圏でたちまち人気グループとなり、2006年までに発表した3枚のオリジナルアルバムと1枚のライブアルバムの内、2ndアルバムは20万枚以上を売上げ、ドイツでプラチナディスク認定を、残りの3作もそれぞれ10万枚以上を売り上げてゴールドディスク認定を受け、ドイツの音楽賞であるエコー賞も3度受賞する等、同国のレゲエシンガージェントルマンと並び、ドイツ語圏で最も人気のあるレゲエアーティストとなる。
2006年に発表したライブアルバム「Live」を発表後、Seeedは一旦活動休止に入り、各々のメンバーがソロ活動を開始。ペーターも他のメンバー達と同様に同年からソロアルバムの制作にとりかかり、2008年9月にアメリカのミュージシャンのMonk(Monk)とDJ Illvibeとの共同プロデュースで1stアルバム「Stadtaffe(de:Stadtaffe)」を発表。全曲に渡ってバーベルスベルク・ドイツ映画管弦楽団をフィーチャーし、幼少時から親しんだオーケストラ・サウンドとレゲエミュージックの融合を図った今作はドイツ、オーストラリアの国内チャートで1位を記録、累計売上でもドイツ国内で100万枚、EU全体で110万枚を売り上げる大ヒットとなり、同作からシングルカットされた「Alles Neu」「Haus am See」「Schwarz zu Blau」もそれぞれドイツ国内チャートでトップ10ヒットとなる成功を収める。中でも2ndシングルの「Haus am See」はロングランヒットとなり、2008年のドイツシングルス年間売上で86位、2009年で16位を記録するヒット曲となった 。これらの活躍によりフォックスは2009年のドイツエアプレイチャートにおいてレディ・ガガ、P!nkと共に最も成功したアーティストとして挙げられた他、同年にはEU域内で最も成功したドイツ人アーティストとしてヨーロピアン・ボーダーブレーカーズ賞(en:European Border Breakers Award)を受賞した。

## 私生活
2001年に突如ウイルス感染が原因の顔面神経麻痺を発症、右顔面が麻痺する状態に陥ったが、言語療法士とのリハビリを通じて後に完治している。

## 受賞
- 1Live "Krone"
  - 2008 最優秀アルバム (Stadtaffe)

- エコー賞
  - 2009 Hip-Hop/Urban
  - 2009 批評家賞
  - 2009 プロデューサー・オブ・ザ・イヤー
  - 2010 アルバム・オブ・ザ・イヤー (Stadtaffe)

- European Border Breakers Award
  - 2010 Best Selling German artist in Europe

- ドイツ音楽作家賞
  - 2009 ポップ/ロック作曲賞[7]

## ディスコグラフィ

### アルバム
| 年   | タイトル                                | チャート順位 | チャート順位 | チャート順位 | チャート順位 | チャート順位 | 売り上げ IFPI |
| 年   | タイトル                                | GER          | AUT          | SWI          | NLD          | FLA          | 売り上げ IFPI |
| ---- | --------------------------------------- | ------------ | ------------ | ------------ | ------------ | ------------ | --- |
| 2008 | Stadtaffe                               | 1            | 1            | 4            | 10           | 58           | - AUT 2x Platinum, 50,000 + - EUR 1x Platinum, 1,100,000 + - GER: 5x Platinum, 1,000,000 + - SWI: 1x Gold 15,000 + |
| 2009 | Live aus Berlin (Peter Fox & Coldsteel) | 2            | 1            | 53           |              |              | - AUT - GER: 3x Platinum, 150,000+ - SWI:                                                                          |

1DVD-Charts

### シングル
| 年   | Title                                       | チャート順位 | チャート順位 | チャート順位 | チャート順位 | チャート順位 | アルバム  |
| 年   | Title                                       | DE           | AT           | CH           | NLD          | EU           | アルバム  |
| ---- | ------------------------------------------- | ------------ | ------------ | ------------ | ------------ | ------------ | --------- |
| 2007 | Come Marry Me (Miss Platnum feat Peter Fox) | 90           | -            | -            | -            | -            | Chefa     |
| 2008 | Alles Neu                                   | 4            | 11           | 49           | -            | 16           | Stadtaffe |
| 2008 | Haus am See                                 | 8            | 7            | 16           | 4            | 21           | Stadtaffe |
| 2009 | Schwarz zu Blau                             | 3            | 17           | 36           | -            | 18           | Stadtaffe |
| 2009 | Stadtaffe (live)                            | -            | -            | -            | -            | 70           | Stadtaffe |